# Brianna Keilar

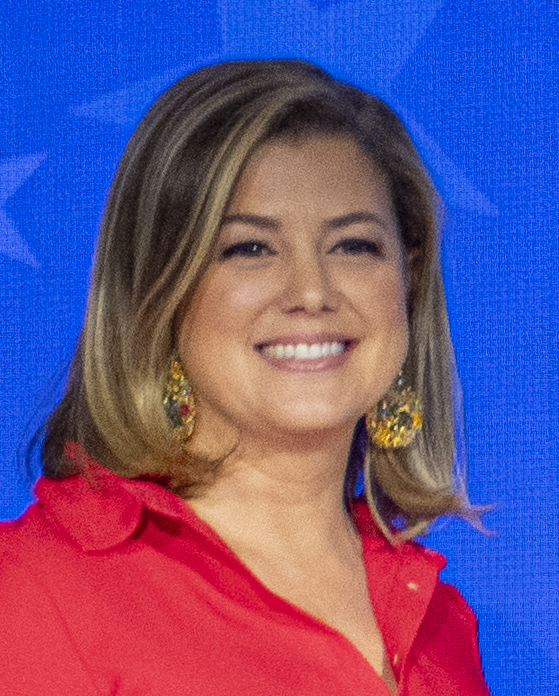
Brianna Keilar (2024)

Brianna Keilar (* 21. September 1980 in Canberra, Australien) ist eine US-amerikanische Fernsehmoderatorin und Journalistin. Sie moderiert bei CNN eine Nachrichtensendung im Büro in Washington, D.C.

## Leben
Keilar wurde in Canberra, Australien geboren. Ihr Vater Glenn ist Australier und ihre Mutter Miriam war US-Amerikanerin. 1982 zogen Keilar und ihre Familie in die USA und lebten zunächst in Orange County, Kalifornien. Im Jahr 2001 graduierte sie in Mass Communications and Psychology an der University of California, Berkeley, wo sie Mitglied der Phi Beta Kappa Society war.
Im Mai 2009 heiratete Keilar Dave French. Die Ehe wurde 2011 geschieden, und 2016 heiratete sie Fernando Lujan und brachte 2018 einen gemeinsamen Sohn zur Welt.

### Karriere
Keilar startete als Praktikantin und Produktionsassistentin beim Fernsehsender KTVU Channel 2 in Oakland, Kalifornien. 2001 ging sie als Reporterin zu KIMA-TV, einer Tochter der CBS in Yakima, Washington.
2003 zog Keilar nach New York, um als Nachrichtensprecherin, Reporterin und Produzentin für CBS News auf mtvU zu arbeiten. Auf CBS News auf mtvU berichtete sie 2004 von den Primarys und den Wahlen aus New Hampshire, Boston und New York City. Außerdem berichtete sie auch von dem 2005er NFL Draft (Erwerbung von Rechten an Footballspielern). Als Nachrichtensprecherin moderierte sie die CBS News’ Up to the Minute. Des Weiteren war sie als Reporterin (in freier Mitarbeit) für die CBS Evening News Weekend Edition tätig, bevor sie zum CNN ging.
Keilar bekam 2009 den Everett McKinley Dirksen Award for Distinguished Reporting of Congress der National Press Foundation für ihre Reportage über die Rettungsaktion in Höhe von 700 Milliarden Dollar infolge der Finanzkrise 2008. Sie berichtete über diverse Themen. 2007 war sie beim Amoklauf an der Virginia Tech erste CNN Korrespondentin vor Ort.